# Rio das Bicas
O rio das Bicas é um curso d'água localizado na cidade de São Luís.
É o principal afluente do rio Bacanga. Foi uma importante fonte de peixes e frutos do mar para as populações ribeirinhas, com uma vegetação rica em manguezais. Seu nome teria origem no afloramento de um lençol freático utilizado pela população para abastecimento.
A sua sub-bacia abrange os bairros Parque Amazonas, Bairro de Fátima, Coroado, Coroadinho, Sacavém, COHEB, Bom Jesus, Parque dos Nobres, Parque Timbiras e Pindorama.
O rio foi bastante afetado pela ocupação urbana a partir da década de 50. A construção da barragem do Bacanga, da Avenida dos Africanos e da via de acesso ao Parque Pindorama, que interceptou o fluxo natural canal principal, com a construção de um duto, modificaram a sua bacia hidrográfica. Também foi construído o Canal do Rio das Bicas, em 2016, com cerca de 2 km, em parte da extensão rio, para evitar inundações pelas chuvas.
Atualmente, encontra-se bastante degradado pelo assoreamento e poluição.

## Parque Rio das Bicas

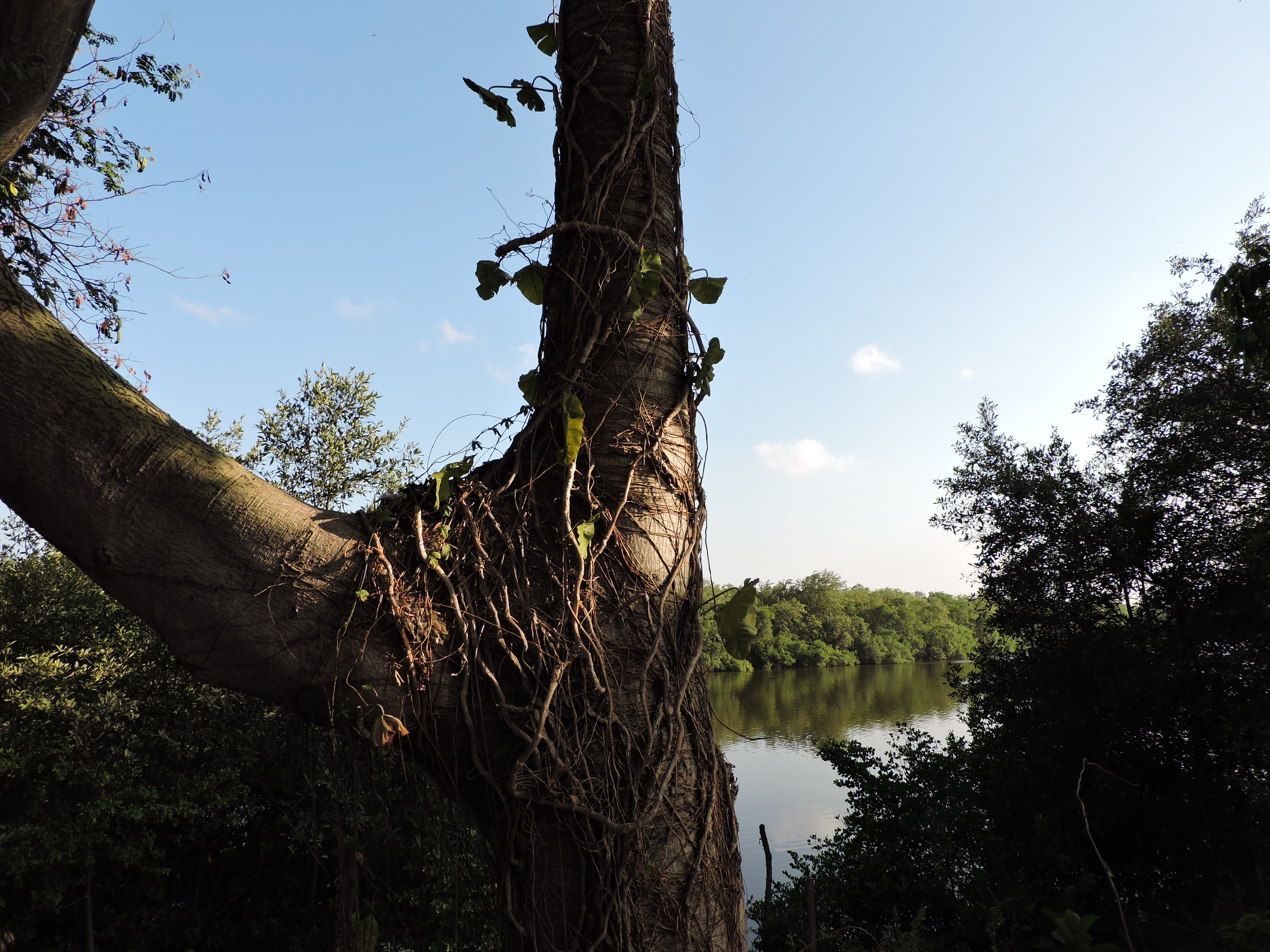
Árvores no rio Bacanga

Inaugurado em 2006, ao longo das Avenidas dos Africanos e Vitorino Freire, o Parque Rio das Bicas é uma importante área de lazer e de atividade física, às margens do rio Bacanga e das Bicas.
Possui aproximadamente 15 mil m² de área arborizada, ciclovia, pista para caminhada e campo de futebol.
Em 2016, também foram entregues cinco praças situadas ao longo do Canal do Rio das Bicas, nos bairros do Coroadinho e Salinas do Sacavém (Parque Urbano Rio das Bicas).  A estrutura das praças contém playground, academia aberta, quadra de esportes, mesa de jogos, paisagismo nos espaços de lazer e recreação. 